# Союз українських студентів у Німеччині
Союз українських студентів у Німеччині (СУСН) (нім.: Bund Ukrainischer Studenten in Deutschland e.V. (BUSD)) — громадська організація студентів та аспірантів з України, які навчаються у вишах на території Німеччини. На сьогодні СУСН нараховує близько 200 членів в 19 містах Німеччини. Основними функціями організації є представлення інтересів українських студентів, допомога молоді у студентському житті, сприяння міжнародному взаєморозумінню, інформування про Україну та популяризація української культури в Німеччині. СУСН є членом Центрального Союзу Українського Студентства.

## Історія
Організація була створена в м. Бонн в 1949 р. Пізніше, в 1952 р., місце управи було перенесено в Мюнхен. Починаючи з 2004 р. СУСН був відроджений студентами нового покоління і тепер активно функціонує та розвивається.

## Структура організації
Органами організації є генеральний з'їзд, управа, контрольна комісія та товариський суд. Генеральний з'їзд Союзу українських студентів у Німеччині проводиться щорічно. На ньому обирається управа, контрольна комісія та товариський суд організації та встановлюється програма діяльності на майбутнє. Управа складається з голови організації, її заступника, секретаря, скарбника та максимально трьох референтів. До компетенції управи відноситься координація діяльності організації, прийняття нових членів та зібрання генерального з'їзду. Контрольна комісія складається з голови та двох членів. Її функцією є перевірка діяльності управи. Товариський суд займається розв'язанням можливих конфліктів між членами СУСНу та між управою та членами організації.
Діяльність організації відбувається на рівні представництв СУСНу в різних містах Німеччини. Представництва СУСНу існують в наступних містах: Берлін, Бонн, Дрезден, Гамбург, Ганновер, Констанц, Майнц, Мюнхен, Нюрнберг, Пассау, Регенсбург та Росток. Кожне представництво має координатора, який відповідає за діяльність СУСНу у своєму місті.

## Членство в організації
Згідно зі статутом СУСНу, виділяються декілька типів членства в організації: звичайні, благодійні, почесні члени та друзі організації. Звичайними членами можуть стати українські студенти та аспіранти, які навчаються в навчальних закладах на території Німеччини та ті, що обірвали або закінчили своє навчання не більше, ніж за два роки. Звичайні члени обираються управою організації на основі письмової заяви. Вони сплачують членський внесок у розмірі 12 євро на рік і мають право голосу на генеральному з'їзді організації. Благодійними членами організації можуть стати фізичні та юридичні особи, які бажають підтримати діяльність СУСНу. Членський внесок благодійних членів становить 150 євро для фізичних та 500 євро для юридичних осіб. Почесні члени організації вибираються на генеральному з'їзді, вони не повинні сплачувати членський внесок. Друзями організації стають колишні звичайні члени СУСНу коли вони перестають відповідати вимогам для звичайного членства. Благодійні, почесні члени та друзі організації не мають права голосу при виборах управи.

## Діяльність
Метою СУСНу є підтримка порозуміння між народами в різних галузях життя. Ця мета реалізується проведенням культурних, інформаційних та наукових заходів та проектів. Під час виборів Президента України в 2004 р. СУСН брав активну участь в організації демонстрацій проти фальсифікацій результатів виборів. Члени СУСНу були спостерігачами на президентських та парламентських виборах 2004 та 2006 рр. У листопаді 2007 р. СУСН та Forum NET.Ukraine виступили організаторами симпозіуму «Україна після парламентських виборів 2007: виклики та перспективи для баварсько-українських відносин». У Берліні та Мюнхені СУСНом щомісячно організовуються круглі столи присвячені Україні. На вебсторінці СУСНу створено форум, де є можливість поставити запитання і дізнатися про навчання та життя в Німеччині, про українську культуру та події присвячені Україні, які відбуваються в Європі. СУСН також організовує благодійні акції збираючи пожертви для хворих та знедолених в Україні. Для членів організації проводяться тренінги по підвищенню кваліфікації такі як менеджмент проектів, грамотне оформлення документів на роботу, управління часом та ін. Організація здійснює також інформаційну та організаційну підтримку виступів українських музикантів та митців в Німеччині. СУСН бере участь у заходах з інформування німецького суспільства про Голодомор в Україні. Крім офіційних заходів СУСН активно займається студентським дозвіллям організовуючи вечірки, кіновечори, подорожі та святкування українських традиційних свят. СУСН видає студентське інтернет-видання СУСН-News, яке інформує про проведені та заплановані заходи організації, надає корисні поради стосовно навчання в Німеччині.